# Круглики (хутір)
Хутір Круглики — хутір у Лубенському повіті (Вільшанська волость) Полтавської губернії Російської імперії. 
Маєток Скаржинських. 
Місце, де діяв у другій половині 19-го — на початку 20 ст. Лубенський музей К. М. Скаржинської.
Місце діяльності кола відомих істориків, етнографів, археологів:

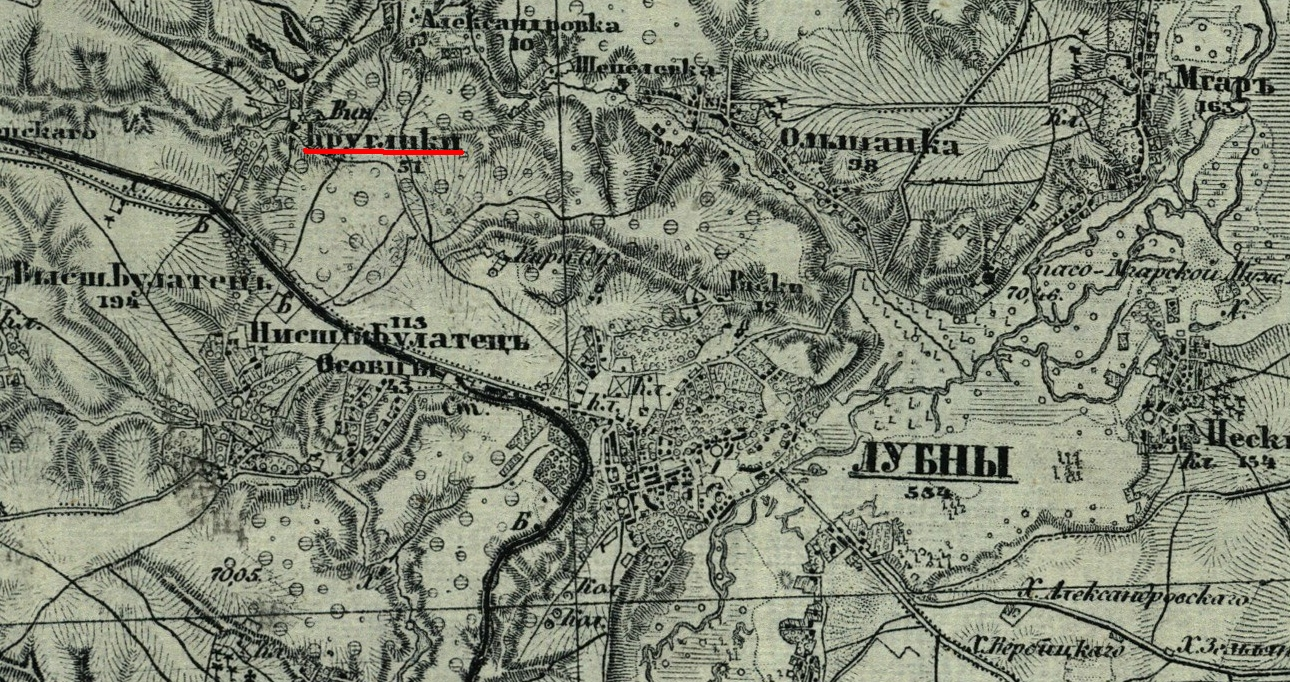
Хутір Круглики на карті 1878 року

Станом на 1987 рік включено в смугу м. Лубни (нині мікрорайон № 8).